# En ballad om franske kungens spelmän

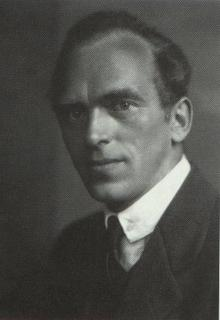
Frans G. Bengtsson omkring 1940.

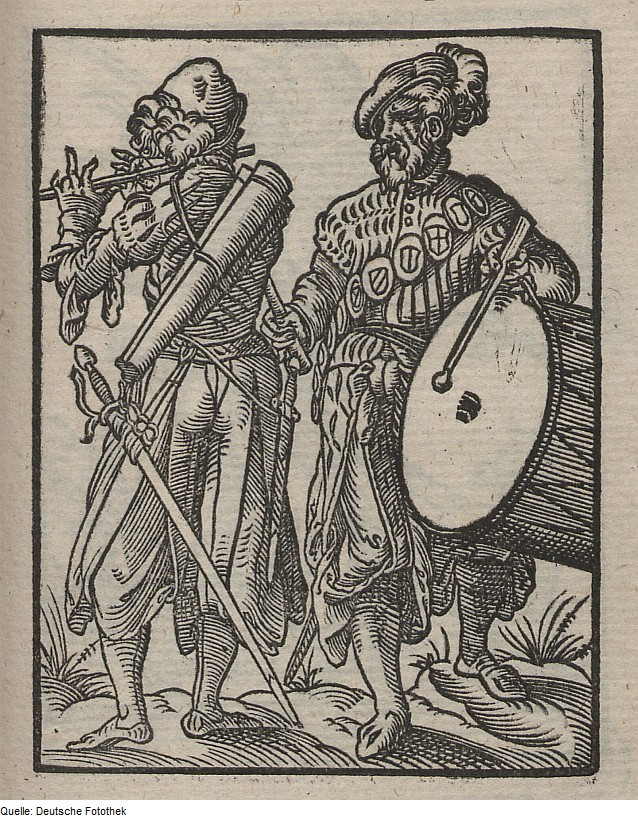
Militärmusiker från 1500-talet.

En ballad om franske kungens spelmän är en dikt av författaren Frans G. Bengtsson, publicerad i hans debutsamling Tärningkast (1923).

## Texten
Balladen, med inledningsraden "Vi ha kommit från Burgund och från Guienne …", handlar om den militärmusikkår, kanske världens första, som deltog i den franske kungen Karl VIII:s fälttåg mot Neapel 1495 och sedan också på den tysk-romerske kejsaren Karl V:s sida i kriget mot Frans I av Frankrike och dennes fälttåg mot Rom 1527,  med Georg von Frundsberg som befälhavare.
I texten excellerar Bengtsson i historiska detaljer, litterära referenser och namn på historiska personer, platser och företeelser. Ivar Lo-Johansson skrev att dikten "sjungs av bildade svenskar när de blir tillräckligt fulla". Frans G. Bengtsson själv kallade dikten ”bra lärd men obegriplig”.
Diktens sista versrad "ha vi transsubstansierat till en sång" innehåller det ovanliga ordet transsubstantiera, som enligt lundensisk tradition är ett resultat av att Bengtsson ville bevisa att det går att skriva en dikt där ordet ingår.

## Tonsättningar
Texten är tonsatt av bland andra Gunnar Turesson, publicerad i Lutans ballader 1936, och av Per-Martin Hamberg, publicerad separat 1939. Det var publiceringen av Hambergs tonsättning, och Karin Juels lansering av den, som kom att göra visan allmänt känd. Evert Taube nämner i ett brev till Lille Bror Söderlundh 1948 även en tonsättning av Gösta Hådell, men denna är sannolikt aldrig publicerad.

## Parafras
Evert Taube skrev en parafras på En ballad om franske kungens spelmän med titeln En ballad om Frans G. Bengtssons spelmän. Det är en hyllning till Bengtsson, som Taube beundrade, och kretsen kring honom i Lund, samt den bildning den representerade. Första strofen börjar 
Vi ha kommit från Skanör och Simrishamn,

Korpilombolo och Kiruna i norr,

våra lutor och guitarrer bär ditt namn:

"Frans G. Bengtsson" med förgyllda stäv och knorr. 
Taubes sång publicerades i samlingen Ballader i det blå 1948.

## Musikexempel

De första takterna av Turessons tonsättning.

De första takterna av Hambergs tonsättning.

## Inspelningar
En tidig inspelningen av Turessons visa är en inspelning med honom själv på Odeon gjord den 24 september 1942.
Den första inspelningen av Hambergs visa torde vara med Sigvard Wallbeck-Hallgren från 1943. Även Karin Juel, Olle Adolphson, Hootenanny Singers, med flera har spelat in den. Martin Best har spelat in den i en engelsk översättning, som A Ballad Of The French King's Minstrels.